# طاووس معمولی (پروانه)
طاووس معمولی (پروانه)(نام علمی: Papilio polyctor) نام یک گونه از سرده پروانه‌های پاپیلیو است.
- طاووس معمولی (Papilio polyctor) زیرگونه‌ها:

- طاووس معمولی پولیکتور (Papilio polyctor polyctor)
- طاووس معمولی زی‌ئی (Papilio polyctor xiei)
- طاووس معمولی سیگنیفیکانس (Papilio polyctor significans)
- طاووس معمولی استوکلئی (Papilio polyctor stockleyi)